# Dados abertos

Gráfico descrevendo as 5 estrelas dos dados abertos.

O conceito de dados abertos (open data) corresponde à ideia de que certos dados devem estar disponíveis para que todos usem e publiquem, sem restrições de direitos autorais e patentes ou outros mecanismos de controle. Segundo a Open Definition dados abertos são dados que podem ser livremente utilizados, reutilizados e redistribuídos por qualquer pessoa – sujeitos, no máximo, à exigência de atribuição à fonte original e ao compartilhamento pelas mesmas licenças em que as informações foram apresentadas. Ou seja, a abertura de dados evita que mecanismo restritivos possam ser aplicados para esconder dados, permitindo que tanto pessoas físicas quanto jurídicas possam explorar estes dados de forma livre.
Os objetivos do movimento de dados abertos são semelhantes aos de outros movimentos “abertos”, como o código aberto, conteúdo aberto e acesso livre. A filosofia por trás de dados abertos foi estabelecida há muito tempo, mas o termo “dados abertos” em si é recente, ganhando popularidade com o surgimento da Internet e World Wide Web.

## Visão geral
O conceito de dados abertos não é novo, mas a definição formal é relativamente nova. Uma formalização inicial foi dada pela Open Definicion, criada pela Open Knowledge.
Dados abertos geralmente são focados em materiais não textuais, tais como mapas, genomas, compostos químicos, fórmulas científicas e matemáticas, dados e práticas médicas, biociências e biodiversidade. Problemas surgem frequentemente porque esses dados são comercialmente valiosos ou podem ser agregados em obras de valor. O acesso ou reuso dos dados são controladas por organizações, tanto públicas como privadas. O controle pode ser através de restrições de acesso, licenças, direitos autorais, patentes e tarifas de acesso ou reutilização. Os advogados de dados abertos argumentam que estas restrições são contra o bem comum e que esses dados devem ser disponibilizados sem restrição ou taxa. Além disso, é importante que os dados sejam reutilizáveis sem a necessidade de permissão, embora os tipos de reutilização (tais como a criação de trabalhos derivados) possam ser controlados por licença.
Uma descrição típica da necessidade de dados abertos é:
Vários cientistas têm mostrado a ironia desse direito em momento histórico quando nós temos tecnologias que permitem disponibilidade mundial e processos distribuídos de dados, ampla colaboração e aceleração para o ritmo e a profundidade da descoberta... nós estamos cansados de travar os dados e de prevenir o uso correspondente de tecnologias avançadas para o conhecimento
 John Wilbanks, Diretor Executivo, Science Commons.
Criadores de dados muitas vezes não consideram a necessidade de mencionar as condições de licenciamento, propriedade e reutilização. Por exemplo, muitos cientistas não consideram ter controle sobre os dados publicados resultantes de seus trabalhos. No entanto, a falta de uma licença torna difícil determinar o status de um conjunto de dados e podem restringir o uso dos dados oferecidos em um espírito aberto.

## Principais fontes de dados abertos
Dados abertos podem vir de qualquer fonte. Esta seção lista alguns dos campos que publicam uma grande quantidade de dados abertos.

### Dados abertos na ciência
O conceito de acesso aberto a dados científicos foi institucionalmente estabelecida com a formação do sistema Centro Mundial de Dados, em preparação para o Ano Internacional da Geofísica de 1957-1958. O Conselho Internacional das Uniões Científicas (agora o Conselho Internacional para a Ciência) estabeleceu vários centros de dados mundiais para minimizar o risco de perda de dados e para maximizar a acessibilidade dos dados, ainda em 1955, recomendando que os dados sejam disponibilizados em formato legível por máquina.
Enquanto o movimento de dados científicos abertos antecede em muito a Internet, a disponibilidade de rede alterou significativamente o contexto dos dados científicos abertos, pois publicar ou obter dados tornou-se muito menos dispendioso e demorado.
Em 2004, os Ministros da Ciência de todas as nações da OCDE (Organização para a Cooperação e Desenvolvimento Econômico), que inclui países mais desenvolvidos do mundo, assinaram uma declaração que basicamente afirma que todos os dados de arquivo com financiamento público deve ser disponibilizada ao público. Na sequência de um pedido e uma intensa discussão com as instituições produtora de dados nos Estados membros, a OCDE publicou em 2007 os Princípios e Diretrizes da OCDE para o acesso aos dados da investigação financiada por fundos públicos como uma recomendação jurídica flexível.

### Dados abertos no governo
Dados abertos governamentais são ótimos recursos ainda pouco explorados. Muitas pessoas e organizações coletam diferentes tipos de dados para executar suas tarefas. O governo é bastante importante nesse contexto, devido à quantidade dos dados que coleta e pelo fato de tais dados serem públicos, direito garantido no artigo 5º da Constituição Federal brasileira (regula o acesso a informações públicas e está escrita no Projeto de Lei nº 41/2010).
Algumas cidades brasileiras, como Curitiba, São Paulo, Recife, Porto Alegre e Rio de Janeiro disponibilizam seus dados abertos em portais na internet. São páginas que reúnem dados públicos dos municípios para download.
A disponibilização desses dados traz muito valor para sociedade e pequenos grupos de indivíduos e organizações já podem se beneficiar dessa disponibilidade. Hoje podemos notar várias áreas e atividades em que os dados abertos geram valor:
- Participação popular
- Controle da democracia
- Inovação
- Melhora e criação de novos serviços do governo
- Novos conhecimentos ao combinar fontes de dados e padrões

### Dados abertos de empresas privadas
A visualização de dados e informações de empresas e grupos privados na Internet também tem sido trabalhado globalmente por diferentes iniciativas, como as plataformas Open Corporate, They Rule, Poderopedia, Open Spending EBR Corp Watch Transnationale, Open Secrets Crunch Base, Semantic XBRL, NBER, Corporation Wiki, Find The Company. No Brasil, a partir do levantamento de dados da Comissão de Valores Mobiliários, foi feito o Ranking dos Proprietários do Brasil elaborado com o levantamento do Índice de Poder Acumulado das empresas no país.

### Dados abertos nas universidades
O movimento de abertura de dados de universidades é importante pois permite que dados sejam utilizados para produção de análises, produção de conhecimento, inovação e conhecimento prévio.
No Reino Unido, destacam-se a Universidade de Southampton, a Open University e a Universidade de Oxford pelas iniciativas políticas de abertura de dados e aplicação. Na América do Norte, a Universidade de Waterloo, a Universidade de Toronto, a Universidade da Pensilvânia, entre outras.
A partir de experiências de grupos de universitários, a organização Campus Data compilou um livro guia sobre seus desafios com a abertura de dados em suas universidades.

## Tecnologias e práticas da transparência
Na sociedade, as tecnologias da informação e comunicação impactam o conceito de transparência. Sendo o digital o espaço onde se manifestam essas possibilidades, e sendo a internet o seu principal meio de proliferação, o conceito de transparência passa a se associar às formas de disponibilizar informação na web.
Esta seção lista alguns conceitos relacionados à transparência de dados na web.

### Crowdsourcing
Um exemplo conhecido e bem sucedido de experiência de crowdsourcing é a própria Wikipedia, que começou com um simples convite para que cada pessoa criasse apenas um artigo.
Pode-se dizer que o uso do crowdsourcing para fins públicos ou políticos é bem parecida com outras formas tradicionais de articulação de pessoas em prol de um objetivo comum. O que torna o crowdsourcing como uma prática de transparência é que ela permite que grandes quantidades de dados ganhem sentido, podendo gerar ideias novas para o desenvolvimento de projetos para sociedade.

### Mashups
O mashup é uma prática que tem a ver com os princípios da rede – como a abertura, a livre-iniciativa, a colaboração - com a ideia de publicar informações com a intenção de que elas sejam reaproveitadas por desenvolvedores capazes de construírem cruzamentos, aplicativos e visualizações de dados diferenciadas, agregando valor e mais possibilidades de uso a essas informações.
Atualmente existem várias tecnologias para importar e utilizar dados brutos presentes na web. Tais tecnologias estão cada vez
mais acessíveis, e requerem cada vez menos conhecimento técnico para tornarem possível a criação de visualizações e cruzamentos de dados.
Os valores gerados pelos mashups no contexto de transparência pública possibilita a aproximação da administração pública da sociedade, possibilitando transformações no governo e na política.

### Hacks
Nem sempre as informações públicas estão disponíveis na web de forma estruturada e legível. Isso dificulta a utilização dos dados pelas pessoas, mas ainda sim é possível agregar tais informações para visualização. Isso pode ser feito tanto por pessoas, por meio de experiências de crowdsourcing – que consistam em buscar manualmente dados públicos que estão dispersos pela internet, construindo bases estruturadas –, quanto por máquinas, por meio de técnicas de scraping ou raspagem de dados – que resumidamente são formas de retirar dados com determinada característica de sites da rede por meio de código.
Diante desse cenário, podemos chamar de hacks as ações de pessoas para hackear os dados públicos com o objetivo de usar as informações obtidas para gerar algum valor.

## Transparência de dados abertos no Brasil
No Brasil existem alguns programas de transparência pública, como o criado pela Transparência Brasil e pela Open Knowledge Brasil. Ainda assim, ainda são raros os órgãos ou secretarias que deixam a disposição seus dados. Em alguns casos os dados são disponíveis para visualização, mas existem várias barreiras para o uso de tais dados para criação de novos produtos e serviços.

## Argumentos a favor e contra dados abertos
O debate sobre dados abertos ainda continua evoluindo. Abaixo seguem alguns argumentos feitos a favor dos dados abertos:
- "Os dados pertencem à raça humana". Exemplos típicos são genomas, dados sobre os organismos, ciência médica, dados ambientais.
- O dinheiro público foi usado para financiar o trabalho e por isso deve ser universalmente disponível.[13]
- Os fatos não podem ser legalmente protegidos.
- Os dados são necessários para boa execução das atividades humanas.
- Na pesquisa científica, a taxa de descoberta é acelerada por um melhor acesso aos dados.[14]
- Informação, apresentada de forma apropriada, é um habilitador de melhoria nos serviços públicos e no governo.[15]

Em contrapartida aos argumentos acima citados, abaixo seguem outros contra tornar todos os dados disponíveis como dados abertos:
- Os governos têm de ser responsáveis para o uso eficiente do dinheiro dos contribuintes: se os fundos públicos são utilizados para agregar os dados e se os dados irão trazer benefícios comerciais (privados) para apenas um pequeno número de usuários, os usuários devem reembolsar os governos pelo custo de fornecer os dados.[carece de fontes?]
- A receita obtida pela publicação de dados permite que organizações sem fins lucrativos financiem outras.[carece de fontes?]
- Preocupações com a privacidade pode exigir que o acesso aos dados sejam limitadas a usuários específicos ou a subconjuntos dos dados.[carece de fontes?]
- Coletar, “limpar”, gerenciar e disseminar dados são tipicamente processos de trabalho e quem fornece esses serviços devem receber remuneração justa pela prestação desses serviços.[carece de fontes?]